# Ciężkowice (plaats)
Ciężkowice is een stad in het Poolse woiwodschap Klein-Polen, gelegen in de powiat Tarnowski. De oppervlakte bedraagt 9,99 km², het inwonertal 2407 (2005).